# T・J・ウォーレン
T・J・ウォーレン（T. J. Warren）ことアンソニー・ウォーレン・ジュニア（Anthony Warren Jr., 1993年9月5日 - ）は、アメリカ合衆国ノースカロライナ州ダーラム出身のプロバスケットボール選手。NBAGリーグのウェストチェスター・ニックスに所属している。ポジションはスモールフォワードまたはパワーフォワード。

## 経歴
ニューハンプシャー州のブリュスター・アカデミー高校時代にマクドナルド・オール・アメリカンに選出されたウォーレンは、大学進学の際にジョージタウン大学やノースカロライナ大学といった強豪校からの誘いを受けたが、最終的にノースカロライナ州立大学に進学。2年生時の2013-14シーズンに平均24.9得点7.1リバウンドを記録し、ACCの最優秀選手と1stチームに選出された。
シーズン後に2014年のNBAドラフトにアーリーエントリーすることを表明した

### フェニックス・サンズ
2014年6月26日に行われたNBAドラフトにて1巡目全体14位でフェニックス・サンズから指名された。1年目の2014-15シーズンはプロの壁にぶつかり、Dリーグ行きを命じられる など、40試合の出場で終了。翌2015-16シーズンは、2015年12月31日のオクラホマシティ・サンダー戦で自己最高の29得点を記録 するなど、ベンチからの得点源として活躍していたが、翌年2月の練習中に右足を骨折し、無念のシーズン終了となった。
2016-17シーズン開幕戦のサクラメント・キングス戦で、ウォーレンは前シーズンまでのスターターだったP・J・タッカーが、負傷で欠場したのに伴い先発で起用され、右足骨折からの復活を果たした。
2017年9月25日にサンズとの4年総額5,000万ドルの延長契約に合意した。11月1日のワシントン・ウィザーズ戦でシーズンハイとなる40得点を記録し、チームは122-116で勝利した。

### インディアナ・ペイサーズ

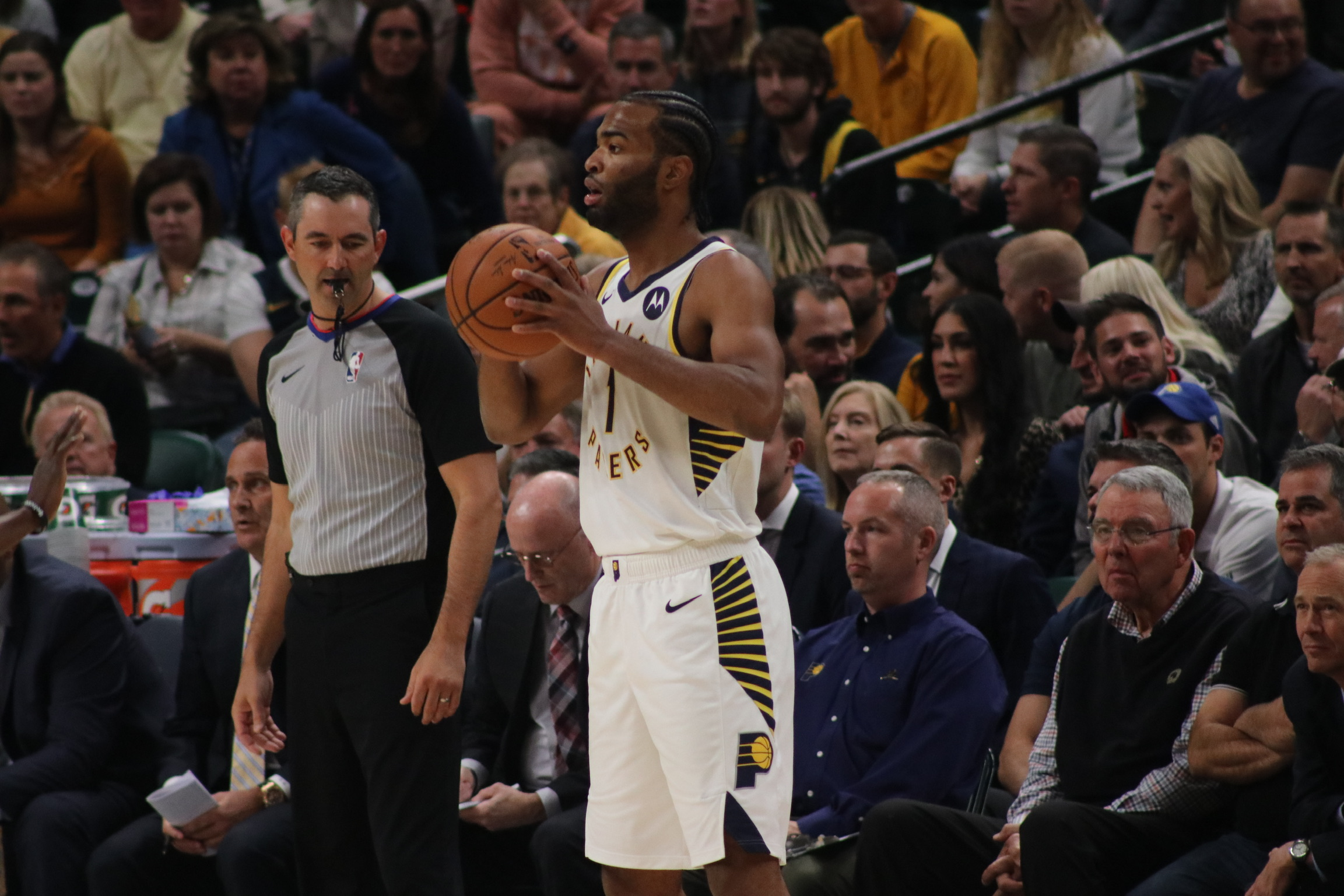
ペイサーズでのウォーレン
（2019年）

2019年のNBAドラフト当日に3つのドラフト2巡目指名権、金銭とのトレードでKZ・オクパラと共にインディアナ・ペイサーズへ移籍した。
2020年2月12日のミルウォーキー・バックス戦で35得点、7リバウンド、4スティールを記録し、チームは118-111で勝利した。
2020年8月2日のフィラデルフィア・76ers戦でキャリアハイとなる53得点を記録し、チームは127-121で勝利した。この記録は1992年のレジー・ミラーの57得点と2005年のジャーメイン・オニールの55得点に次ぐ、ペイサーズのフランチャイズ史上3番目の得点記録となった。8月15日、ウォーレンはNBAバブルゲームの8試合の出場で平均31得点という高パフォーマンスを記録し、オールバブルファーストチームに選出された。しかし、同年末に左足の疲労骨折をしていたことが判明。手術するも回復が遅れ、2021-22シーズンは全休した。

### ブルックリン・ネッツ
2022年7月7日にブルックリン・ネッツとの契約に合意した。

### サンズ復帰
2023年2月9日にミカル・ブリッジズ、ジェイ・クラウダー、4つのドラフト1巡目指名権とのトレードで、ケビン・デュラントと共に古巣のサンズへ移籍した。

### ミネソタ・ティンバーウルブズ
2024年3月6日にミネソタ・ティンバーウルブズとの10日間契約に合意した。同月16日にウルブズと再び10日間契約で合意した。2度の10日間契約の後にウルブズとのシーズン終了までの契約に合意した。

### ウェストチェスター・ニックス
10月3日にニューヨーク・ニックスとの契約に合意したが、同月19日にニックスから解雇された。同月28日にNBAGリーグのウェストチェスター・ニックスとの契約に合意した。

## 個人成績

### NBA

#### レギュラーシーズン
| シーズン | チーム | GP  | GS  | MPG  | FG%  | 3P%  | FT%  | RPG | APG | SPG | BPG | PPG  |
| -------- | ------ | --- | --- | ---- | ---- | ---- | ---- | --- | --- | --- | --- | ---- |
| 2014–15  | PHX    | 40  | 1   | 15.4 | .528 | .238 | .737 | 2.1 | .6  | .5  | .2  | 6.1  |
| 2015–16  | PHX    | 47  | 4   | 22.8 | .501 | .400 | .703 | 3.1 | .9  | .8  | .3  | 11.0 |
| 2016–17  | PHX    | 66  | 59  | 31.0 | .495 | .263 | .773 | 5.1 | 1.1 | 1.2 | .6  | 14.4 |
| 2017–18  | PHX    | 65  | 65  | 33.0 | .498 | .222 | .757 | 5.1 | 1.3 | 1.0 | .6  | 19.6 |
| 2018–19  | PHX    | 43  | 36  | 31.6 | .486 | .428 | .815 | 4.0 | 1.5 | 1.2 | .7  | 18.0 |
| 2019–20  | IND    | 67  | 67  | 32.9 | .536 | .403 | .819 | 4.2 | 1.5 | 1.2 | .5  | 19.8 |
| 2020–21  | IND    | 4   | 4   | 29.3 | .529 | .000 | .800 | 3.5 | 1.3 | .5  | .0  | 15.5 |
| 2022–23  | BKN    | 26  | 0   | 18.8 | .510 | .333 | .818 | 2.8 | 1.1 | .6  | .3  | 9.5  |
| 2022–23  | PHX    | 16  | 0   | 12.3 | .429 | .316 | .500 | 3.1 | .7  | .4  | .3  | 4.2  |
| 2023–24  | MIN    | 11  | 0   | 11.3 | .439 | .154 | .750 | 2.0 | .8  | .4  | .1  | 3.7  |
| 通算     | 通算   | 385 | 236 | 26.9 | .505 | .351 | .780 | 3.9 | 1.2 | .9  | .5  | 14.3 |

#### プレーオフ
| シーズン | チーム | GP | GS | MPG  | FG%  | 3P%  | FT%   | RPG | APG | SPG | BPG | PPG  |
| -------- | ------ | -- | -- | ---- | ---- | ---- | ----- | --- | --- | --- | --- | ---- |
| 2020     | IND    | 4  | 4  | 39.0 | .471 | .368 | 1.000 | 6.3 | 3.0 | 2.3 | .3  | 20.0 |
| 2023     | PHX    | 6  | 0  | 13.4 | .316 | .143 | .750  | 1.2 | .5  | .2  | .5  | 2.7  |
| 2024     | MIN    | 3  | 0  | 3.8  | .000 | .000 | ---   | 1.0 | .3  | .0  | .0  | .0   |
| 通算     | 通算   | 13 | 4  | 19.1 | .427 | .296 | .923  | 2.7 | 1.2 | .8  | .3  | 7.4  |

### カレッジ
| シーズン | チーム | GP | GS | MPG  | FG%  | 3P%  | FT%  | RPG | APG | SPG | BPG | PPG  |
| -------- | ------ | -- | -- | ---- | ---- | ---- | ---- | --- | --- | --- | --- | ---- |
| 2012-13  | NCSU   | 35 | 14 | 27.0 | .622 | .519 | .542 | 4.2 | .8  | 1.2 | .4  | 12.1 |
| 2013-14  | NCSU   | 35 | 35 | 35.4 | .525 | .267 | .690 | 7.1 | 1.1 | 1.8 | .6  | 24.9 |
| 通算     | 通算   | 70 | 49 | 31.2 | .555 | .315 | .654 | 5.7 | 1.0 | 1.5 | .5  | 18.5 |